# Calicnemia doonensis
Calicnemia doonensis är en trollsländeart. Calicnemia doonensis ingår i släktet Calicnemia och familjen flodflicksländor. IUCN kategoriserar arten globalt som livskraftig.

## Underarter
Arten delas in i följande underarter:
- C. d. carminea
- C. d. doonensis